# Athetis sincera
Athetis sincera är en fjärilsart som beskrevs av Swinhoe 1889. Athetis sincera ingår i släktet Athetis och familjen nattflyn. Inga underarter finns listade i Catalogue of Life.